# جائزه عبد السلام
جائزه عبد سلام (تسمى كذلك جائزة السلام)، وهي أكثر جائزة مرموقة تمنح سنويا للمواطنين الباكستانيين في مجال الكيمياء، الرياضيات , الفيزياء، والاحياء. الجائزة تمنح للعلماء المقيمين في الباكستان، تحت سن 35 سنة في 31 من شهر كانون الأول في السنة يتم منح الجائزة. انها تتكون من شهادة تحتوي على اقتباس وجائزة مالية مقدارها 1000 دولار. 
```
تمنح على اساس 
البحث العلمي
 الذي تم جمعه و/أو مقال فني مكتوب خصيصا للجائزة.
[
3
]
```

الجائزة من بنات افكار طلاب البروفيسور عبد سلام وهم الدكتور رياض دين، الدكتور فياز دين ودكتورأصغر قادر الذي يعتبر أول من قدم الفكرة لعبد السلام في عام 1979. حيث شعر عبد السلام أنه لا يملك حق استخدام مال الجائزة لأغراض شخصية لكن هذا المال يجب ان يستخدم لتعزيز مهمته في تطوير العلم في العالم الثالث.
عبد سلام وضع بعض المال جانبا خصيصا لمساعدة الباكستانيين والطلاب الباكستانيين . في عام 1980, طلب البروفيسور عبد السلام من البروفيسور فياز دين والدكتور اصغر قادر إستنباط قواعد واجراءات للجائزة حتى تمنح للعلماء الباكستانيين الشباب على أبحاثهم في العلوم الأساسية.مولد تلقائيا1" /> البروفيسور اصغر قادر هو حاليا أمين  لجنة جائزة السلام في مدرسة العلوم الطبيعية في الجامعة الوطنية للعلوم والتكنولوجيا.  
| الموقع    | اسلام اباد |
| البلد     | باكستان    |
| --------- | ---------- |
| أول جائزة | 1981       |
| اخر جائزة | 2012       |

## الحاصلون على الجائزة
1981: الدكتورة نعمة إكرام (اسم البكر: د. نزمة مسعود) - (الفيزياء)
لم يمنح عبد السلام أي جائزة عام 1982. ووفقًا له، لم يقترب أي من الترشيحات من الفائزة بجائزة 1981 د.
1984: د. برويز عميرالي هودبوي - (رياضيات)
1985: د. مجاهد كامران - (الفيزياء)
1985: د. مجيد أحمد إعجاز - (الفيزياء)
1986: د. محمد سهيل الزبيري - (الفيزياء)
1986: د. بينا صديقي - (كيمياء)
1987: د. قيصر مشتاق - (رياضيات)
1990: د. إقبال شودري- (كيمياء)
1991: د. أشفق بخاري - (رياضيات).
1994: د. أنور الحسن جيلاني - (أحياء)
1997: د. أصغر قادر - (رياضيات).
1998: د. نصير شهزاد - (رياضيات)
1999 د. تصور حياة - (رياضيات).
2000: د. ربيع حسين - (أحياء)
2002: د. محمد عارف مالك - (كيمياء)
2003: د. غلام شبير - (رياضيات)
2009: د. نصير الدين شمس - (الفيزياء)
2009: د. طيب كمران - (رياضيات)
2010: د. محمد طاهر - (أحياء)
2012: د. عامر إقبال - (الفيزياء)
2012: د. حافظ ضياء الرحمن - (الكيمياء) ، قسم الكيمياء، جامعة القائد الأعظم، إسلام أباد.
2013: د. رحيم عمر - (رياضيات) ، كلية العلوم الهندسية، معهد غلام إسحاق خان للعلوم الهندسية والتكنولوجيا.